# Ябланович, Томислав
Томислав Ябланович (хорв. Tomislav Jablanović , 18 мая 1921 года, Королевство сербов, хорватов и словенцев — 10 сентября 1986 года, Сараево, Югославия) — католический прелат, вспомогательный епископ архиепархии Врхбосны с 16 ноября 1970 года по 10 сентября 1986 год.

## Биография
С 1939 по 1944 год Томислав Ябланович обучался в сараевской семинарии, после окончания которой был рукоположён 30 ноября 1943 года в священника. 13 мая 1945 года был арестован коммунистическими властями и находился в заключении в тюрьме города Зеница до 13 июня 1953 года. После освобождения был лишён гражданских прав в течение пяти лет. В 1959 по 1960 год проходил военную службу в Югославской народной армии.
Закончил философский факультет Загребского университета.
16 ноября 1970 года Римский папа Павел VI назначил Томислава Яблановича вспомогательным епископом Врхбосны и титулярным епископом Аквы Дакийской. 18 апреля 1971 года состоялось рукоположение Томислава Яблановича в епископа, которое совершил в сараевском соборе Святейшего Сердца Иисуса архиепископ Врхбосны Смилян Франьо Чекада в сослужении с архиепископом Загреба Франьо Кухаричем и епископом Мостар-Дувно Петаром Чуле.
Томислав Ябланович участвовал в работе различных комиссий Конференции католических епископов Югославии. С 1978 года по 1983 год был председателем Конференции католических епископов Югославии.
26 апреля 1985 года Государственный секретарь Святого Престола кардинал Агостино Казароли назначил Томислава Яблановича действительным секретарём Государственного секретариата Ватикана.
Скончался 10 сентября 1986 года и был похоронен на кладбище Мирогой в Загребе.